# Changan X7 Plus
Oshan X7 – samochód osobowy typu SUV klasy średniej produkowany pod chińską marką Oshan w latach 2019–2024 oraz pod marką Changan jako Changan X7 Plus od 2024 roku.

## Historia i opis modelu

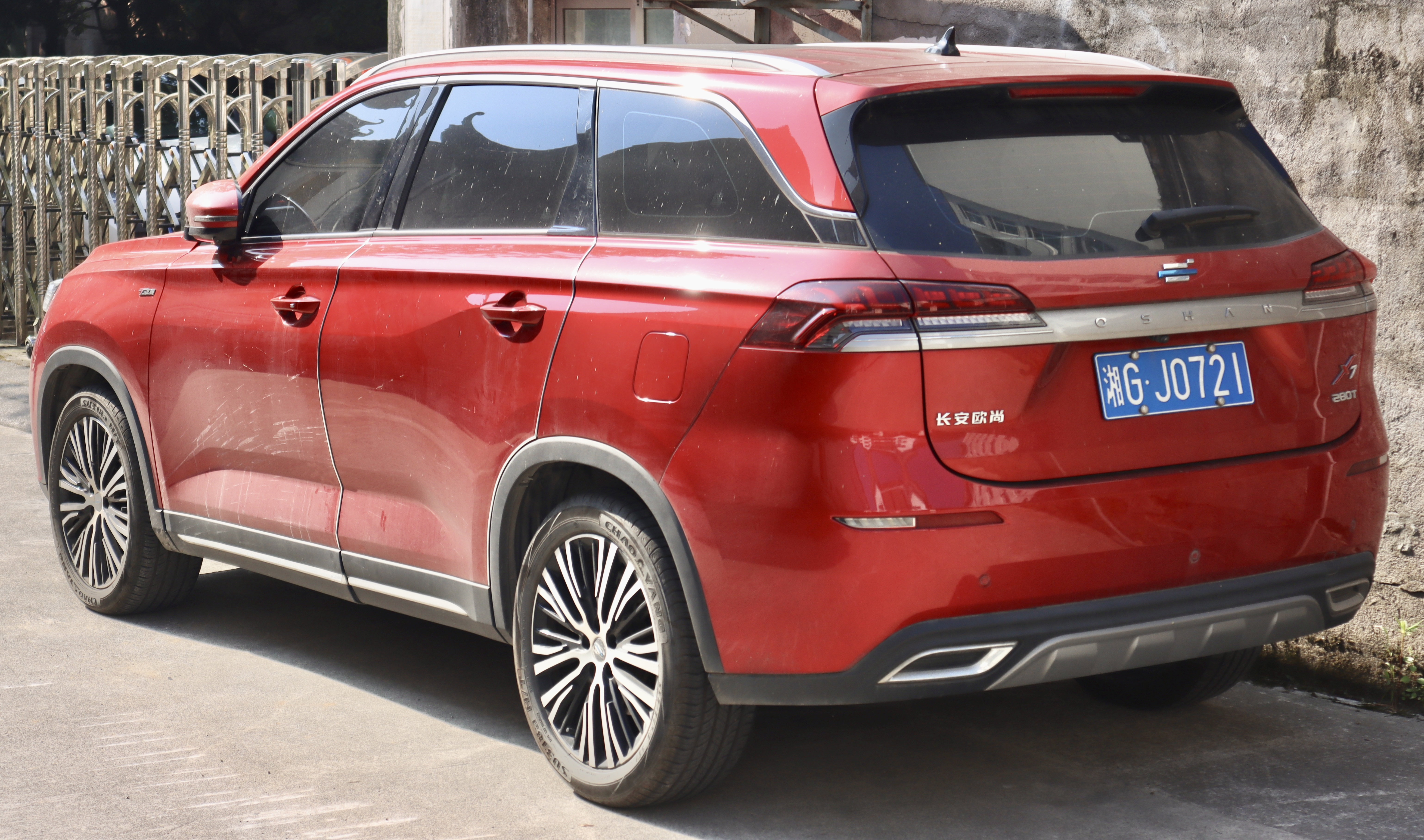
Oshan X7 - tył

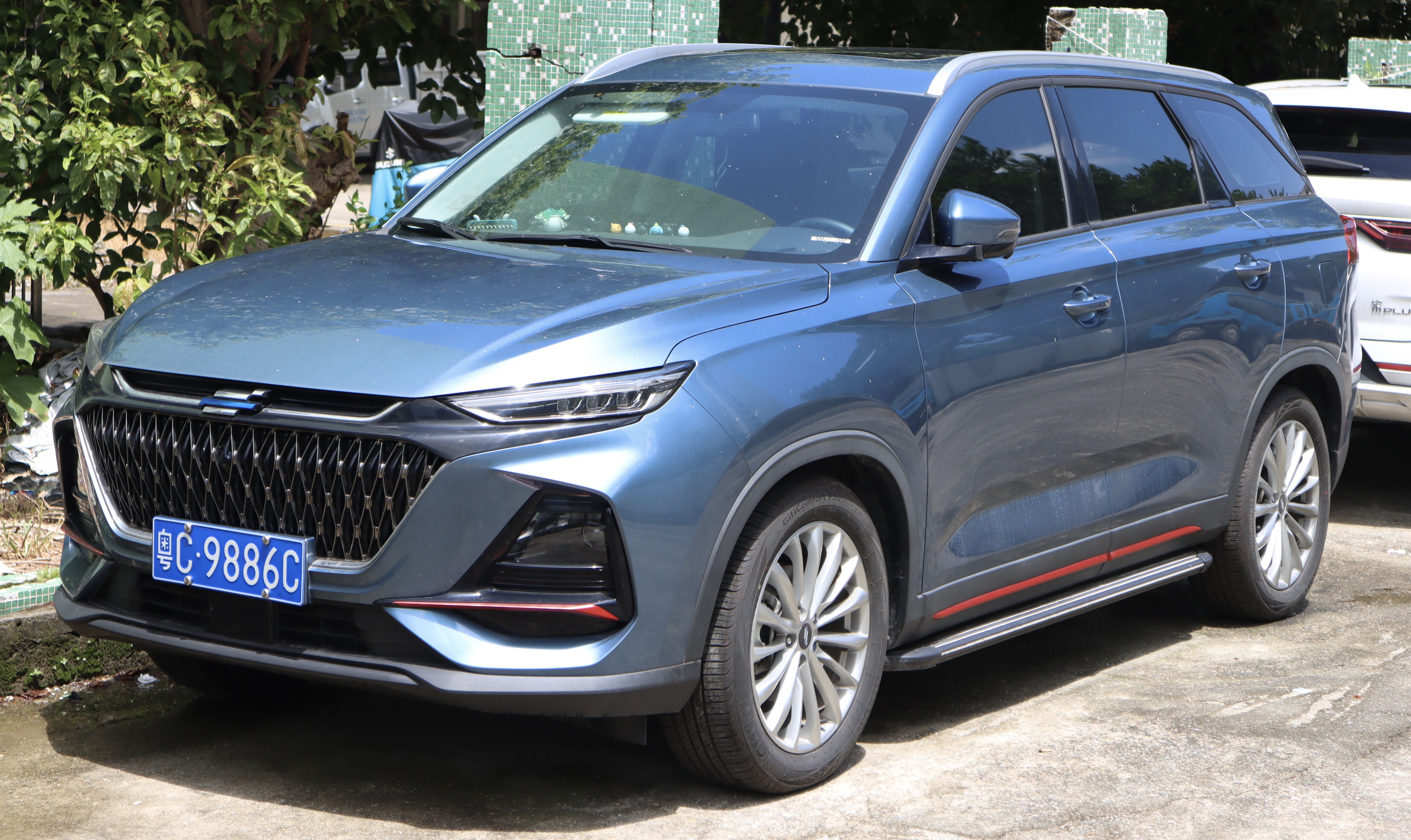
Oshan X7 Plus po liftingu

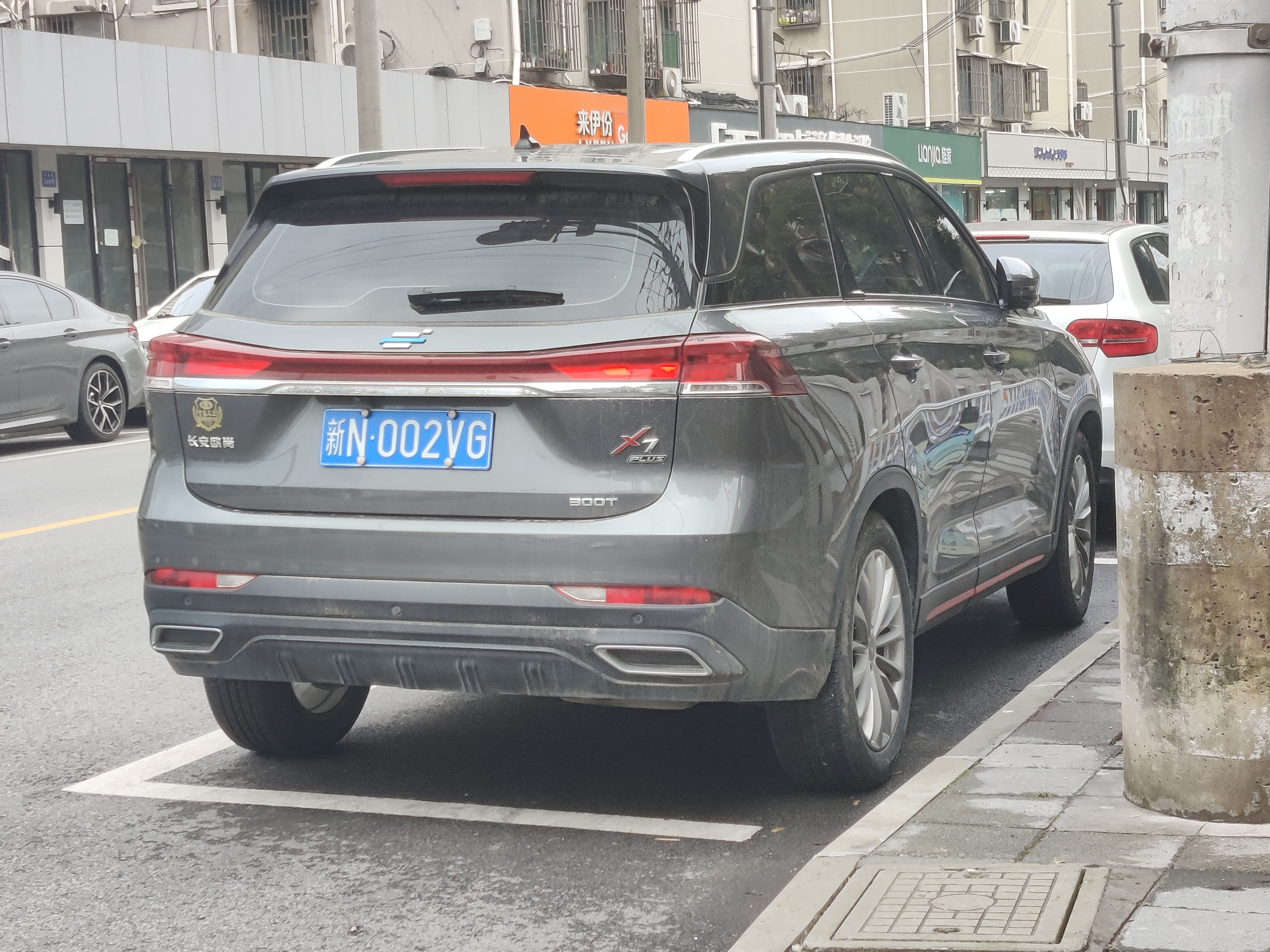
Oshan X7 Plus - tył po liftingu

W maju 2019 w gamie chińskiej marki Oshan koncernu Changna Automobile pojawił się nowy model pod postacią średniej wielkości SUV-a X7. Zyskał on dużą, foremną sylwetkę, z charakterystycznym dla firmy sześciokątnym wlotem powietrza i wysoko osadzonymi reflektorami. Tylną część nadwozia zwieńczyły wysoko osadzone, wąskie lampy połączone chromowaną listwą.
Do napędu X7 wykorzystano wyłącznie benzynowy, turbodoładowany czterocylindrowy silnik o pojemności 1,5 litra o mocy 176 KM, współpracując zarówno z manualną, jak i dwusprzęgłową automatyczną skrzynią biegów o 7 przełożeniach.

### Lifting
W lutym 2022 Oshan X7 przeszedł obszerną restylizację, w ramach której zmienił nazwę na Oshan X7 Plus. Samochód zyskał obszernie przeprojektowany pas przedni, z innym projektem osłony chłodnicy i zderzaka oraz węższymi reflektorami. Ponadto przemodelowano także lampy tylne łączone odtąd listwą świetlną oraz wdrożono nowy projekt deski rozdzielczej z większym ekranem centralnym systemu multimedialnego.
W grundniu 2023 roku, tuż przed całkowitym wygaszeniem marki Oshan, X7 Plus razem z mniejszym X5 Plus został włączony do gamy macierzystego Changana, zyskał nowe logotypy i zmienił nazwę na Changan X7 Plus.

### X7 EV
Między 2020 a 2022 rokiem oferowano także w pełni elektryczny wariant napędowy, który zyskał charakterystyczną zaślepkę osłony chłodnicy w kolorze nadwozia wraz z centralnie umieszczonym portem ładowania. Do napędu wykorzystano 205-konny silnik elektryczny, a zasięg na jednym ładowaniu według ówczesnej chińskiej normy pomiarowej NEDC wyniósł do 405 kilometrów.

### Sprzedaż
W pierwszej kolejności, w 2019 roku Oshan X7 trafił do sprzedaży na rodzimym rynku chińskim jako największy model w gamie. Ponadto, w 2022 roku poszerzono portfolio rynków zbytu także o rynek pakistański, gdzie uruchomiono także lokalną produkcję w zakładach w Karaczi.

### Silnik
- R4 1.5l Turbo 176 KM